# Грузинская улица (Торжок)
Грузи́нская улица — улица в Торжке. Проходит на юго-восток от Старицкой улицы и Борисоглебского монастыря до границы города. Примыкают 1-й и 2-й Старицкие переулки. Частично сохраняет историческую застройку XVIII—XIX вв.

## История
Улица известна с начала XIX века под названием Воскресенская. Название было дано по церкви Воскресения Христова. В марте 1919 года в рамках замены церковных названий улица переименована в Грузинскую. Новое название дано по направлению в село Грузины, названное, в свою очередь, по церкви Грузинской иконы Божией Матери.

## Примечательные здания и сооружения
По нечётной стороне

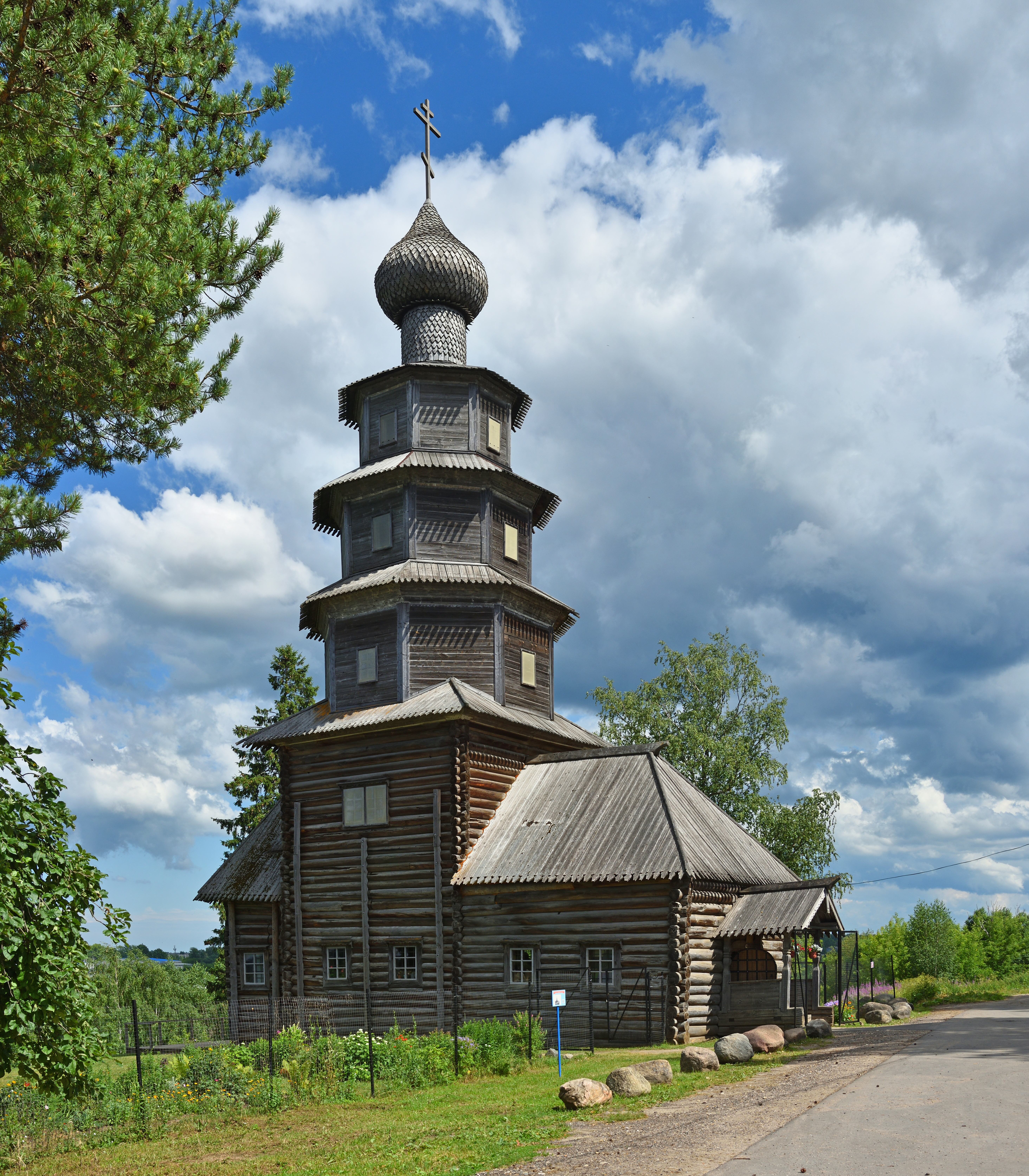
Деревянная Тихвинская церковь

- № 7а — бывшая Воскресенская церковь, 1771—1779 гг., перестроена в 1823 году, закрыта в 1930—1931 гг., объект культурного наследия федерального значения[1].
- № 11 — жилой дом, кoнец XVIII—XIX вв., объект культурного наследия федерального значения.
- № 19 — усадьба Ланина, середина XIX века, объект культурного наследия федерального значения.
- № 21 — дом Долгорукова, середина XIX века, объект культурного наследия регионального значения.
- № 23 — дом Краснопёровых, 1790 год, объект культурного наследия регионального значения.
- № 29 — деревянная церковь Тихвинской иконы Божией Матери (ранее Вознесенская церковь), 1653 год, перестроена в 1717, 1782, 1806, 1828 гг., объект культурного наследия федерального значения[2].
- № 31 — Торжокский мясокомбинат.

По чётной стороне